# Ladyhawke, la femme de la nuit
Pour les articles homonymes, voir Ladyhawke et Ladyhawk.
Pour plus de détails, voir Fiche technique et Distribution.
Ladyhawke, la femme de la nuit ou La femme de la nuit au Québec (Ladyhawke) est un film de fantasy médiéval américain réalisé par Richard Donner et sorti en 1985.
Le film reçoit des critiques mitigées à sa sortie et ne rencontre pas le succès au box-office.

## Synopsis
En Europe, au XIIIe siècle, Philippe Gaston (Matthew Broderick) est un jeune voleur emprisonné dans le donjon de L'Aquila dans les Abruzzes. Après s'être s'échappé des cachots, il est rattrapé par la garde lancée à sa poursuite. Il est sauvé in extremis par Étienne de Navarre (Rutger Hauer), ancien chef de la garde de L'Aquila. Amant d'Isabeau d'Anjou (Michelle Pfeiffer), Navarre provoqua par le passé la jalousie de l'évêque d'Aquila (John Wood), également amoureux d'elle. Incapable de résister à cette passion dévorante, l'ecclésiastique chassa le couple de la région et les condamna en pactisant avec le Diable. Désormais victimes d'une malédiction, les amants sont forcés d'être éternellement ensemble et pourtant toujours séparés : pendant la journée, Isabeau se transforme en faucon, et la nuit, Navarre devient un loup.

## Fiche technique
Sauf indication contraire, les informations mentionnées dans cette section peuvent être confirmées par la base de données cinématographiques IMDb,  présente dans la section « Liens externes ».
- Titre français : Ladyhawke, la femme de la nuit
- Titre québécois : La femme de la nuit
- Titre original : Ladyhawke
- Réalisation : Richard Donner
- Scénario : Edward Khmara, Michael Thomas et Tom Mankiewicz, avec la participation non créditée de David Webb Peoples
- Directeur de la photographie : Vittorio Storaro
- Montage : Stuart Baird
- Musique : Andrew Powell (compositeur), Alan Parsons (réalisateur artistique)
- Décors : Wolf Kroeger
- Costumes : Nanà Cecchi
- Producteurs : Richard Donner et Lauren Shuler
  - Producteur délégué : Harvey Bernhard
- Sociétés de production : 20th Century Fox et Warner Bros.
- Sociétés de distribution : Warner Bros. (États-Unis), Hachette-Fox (France)
- Budget : 20 000 000 $[1]
- Pays d'origine :  États-Unis
- Langue originale : anglais
- Format : couleurs - 2,35:1 - son Dolby - 35 mm
- Genre : dark fantasy, aventures, médiéval
- Durée : 121 minutes
- Dates de sortie :
  - France : 27 mars 1985
  - États-Unis : 12 avril 1985

## Distribution
- Matthew Broderick (VF : Thierry Bourdon) : Phillippe Gaston dit « la Souris »
- Rutger Hauer (VF : Hervé Bellon) : Étienne Navarre
- Michelle Pfeiffer (VF : Dorothée Jemma) : Isabeau d'Anjou
- Leo McKern (VF : Claude Joseph) : Imperius
- John Wood (VF : Gabriel Cattand) : l'évêque de L'Aquila
- Ken Hutchison (VF : Marc de Georgi) : Marquet
- Alfred Molina (VF : Pierre Hatet) : Cezar
- Giancarlo Prete : Fornac
- Venantino Venantini : le secrétaire de l'évêque
- Mario Novelli : un homme de Fornac
- Nello Pazzafini : un homme de Fornac

## Production

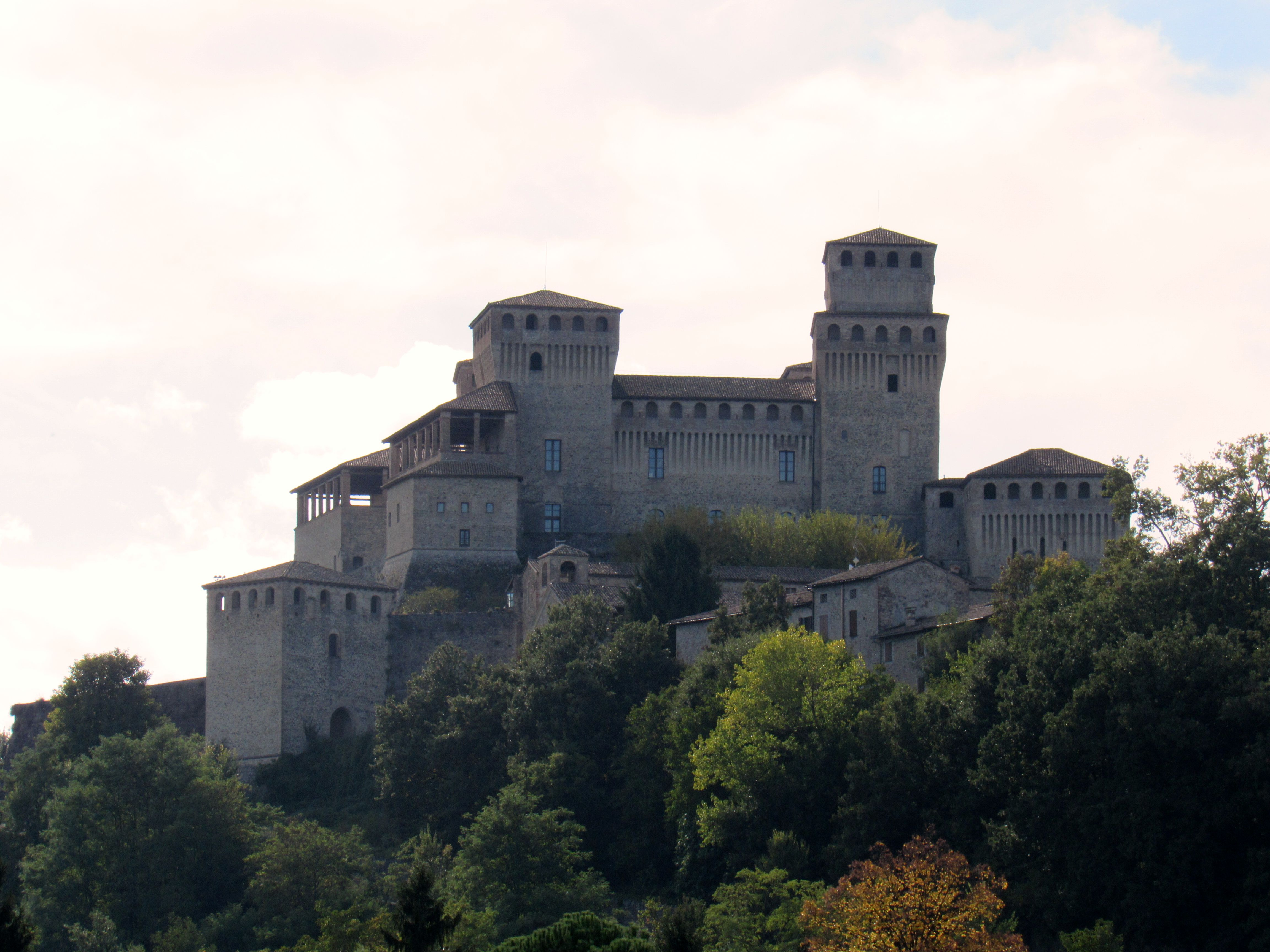
Forteresse de Torrechiara, le château du film.

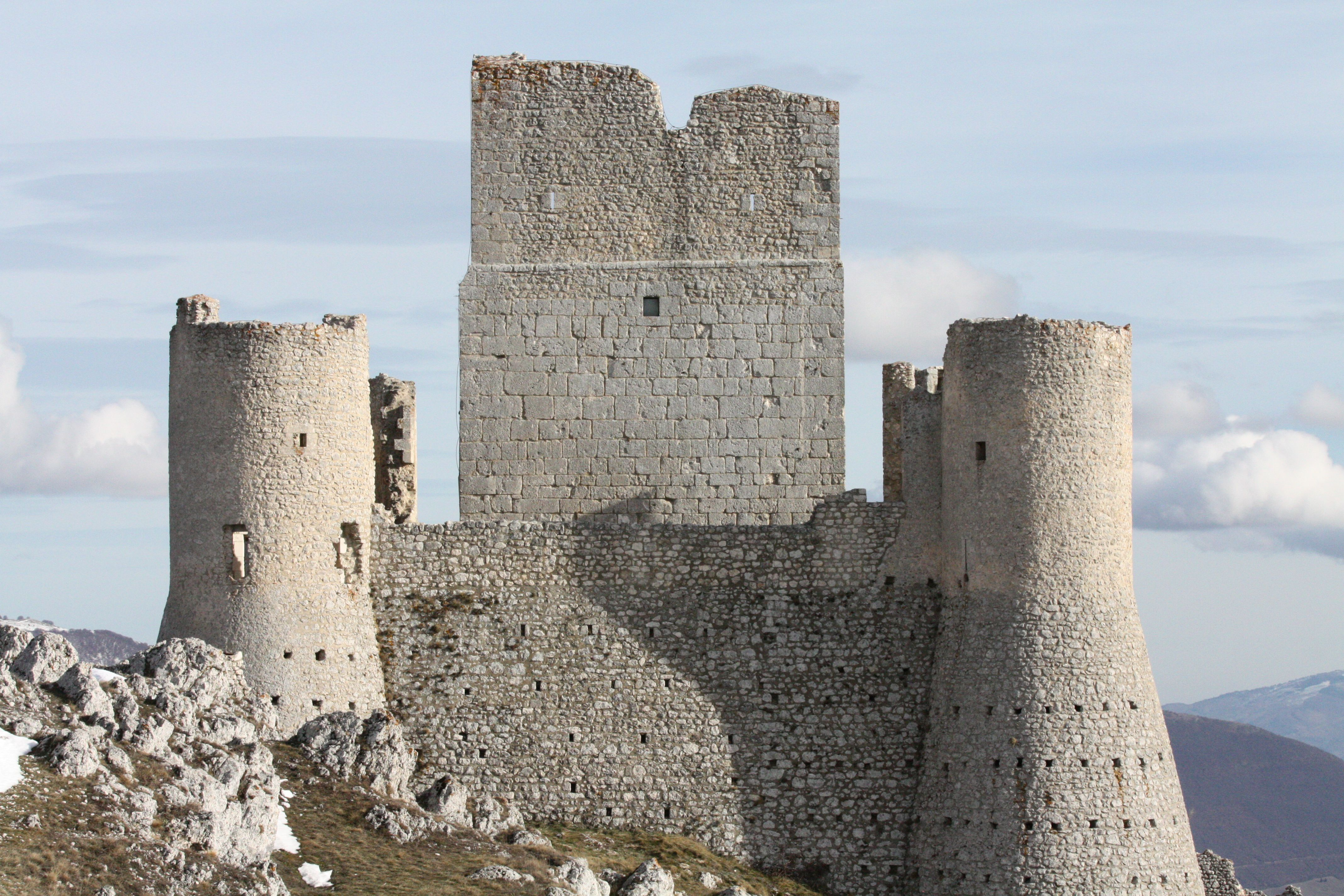
Les ruines dans lesquelles vit le moine Imperius sont celles du château de Rocca Calascio.

Richard Donner reçoit le scénario original de Ladyhawke, écrit par Edward Khmara, en 1982. Le réalisateur apprécie l'aspect romantique de l'histoire mais souhaite que d'autres aspects de l'histoire soient revus. Il engage donc d'autres scénaristes qui réécrivent le scénario en supprimant notamment toutes les créatures fantastiques qui peuplaient l'histoire initiale.
Sean Connery et Dustin Hoffman sont pressentis pour jouer les rôles de Navarre et de Philippe Gaston mais ne sont plus disponibles au moment du tournage en raison du retard pris par le projet et doivent être remplacés. Matthew Broderick reprend donc le rôle de Philippe Gaston. Kurt Russell est engagé pour le rôle de Navarre mais y renonce pendant les répétitions et est remplacé par Rutger Hauer.
Le film est tourné en Italie, principalement dans la région de Campo Imperatore, dans les Abruzzes, pour les extérieurs. La forteresse en ruines où vit Imperius dans le film est celle du château de Rocca Calascio. D'autres scènes sont tournées en Émilie-Romagne (à la forteresse de Torrechiara et dans le village de Castell'Arquato), en Lombardie (à Soncino), en Vénétie (à Belluno) et dans le Latium (près de Viterbe). Les intérieurs de la cathédrale sont recréés à Cinecittà,.
Contrairement à ce que la publicité faite pour le film à sa sortie au cinéma prétendait, l'histoire n'est pas du tout adaptée d'une légende médiévale mais a été imaginée par Edward Khmara. La Writers Guild of America a d'ailleurs intenté une action contre Warner Bros., qui a été obligée de payer une compensation à Khmara.

## Bande originale
La musique du film est composé par Andrew Powell, compositeur et l'arrangeur attitré du groupe The Alan Parsons Project. Alan Parsons est d'ailleurs le producteur de la bande originale du film. Richard Donner choisit Andrew Powell parce qu'il écoutait en boucle un des albums du groupe lors des repérages et qu'il avait fini par trouver que leur son convenait parfaitement aux images qu'il avait en tête pour son film. Andrew Powell a mélangé la musique orchestrale traditionnelle et les chants grégoriens à de la musique moderne à tendance rock progressif. La musique du film est interprétée par des ex-musiciens de The Alan Parsons Project et par le Philharmonia Orchestra dirigé par Andrew Powell.

## Accueil

### Critique
Il a reçu un accueil critique plutôt positif dans l'ensemble, recueillant 68 % de critiques favorables sur le site Rotten Tomatoes, avec une note moyenne de 5,7/10 et sur un ensemble de 19 critiques.
Empire évoque un « conte de fées élégant et très romantique qui bénéficie d'un casting exceptionnel et d'une réalisation solide » et dont les seuls défauts sont un dénouement « prévisible » et des effets spéciaux limités. Variety estime que c'est un conte de fées très agréable et bien fait avec des décors et des costumes très authentiques, et loue la performance des acteurs principaux, et notamment Michelle Pfeiffer, « parfaite en beauté enchanteresse ». Pour Télérama, c'est une « reconstitution soignée, aux effets spéciaux poétiques et bricolés » mais aussi « un tourbillon d'aventures sans temps mort » dont le seul accroc est « la musique originale, façon rock planant, d'une innommable kitscherie ».
Le New York Times évoque un film « divisé contre lui-même » où des scènes d'aventures trépidantes ou d'une grande beauté visuelle sont mêlées à des scènes de dialogues d'une grande banalité. Il loue les performances d'acteur de Matthew Broderick qui réussit à transformer ses sarcasmes contemporains, et notamment ses apartés avec Dieu, en scènes comiques d'un autre temps, et de Michelle Pfeiffer dont « la présence, éthérée et érotique, est si vive que même lorsqu'elle est représentée sous forme de faucon, elle semble toujours être à l'écran ». Time Out le juge comme un film de fantasy à l'intrigue convenue mais très divertissant et magnifiquement photographié.

### Box-office
Le film est un échec commercial, ne rapportant que 18 432 000 $ aux États-Unis. En France, il n'attire que 269 986 spectateurs en salles.

## Distinctions
Lors des Saturn Awards 1986, le film a remporté deux récompenses dans les catégories du meilleur film fantastique et des meilleurs costumes. Il a été également récompensé par les Golden Reel Awards du meilleur montage de son (effets sonores et ADR).
Lors de la 58e cérémonie des Oscars, le film a été nommé dans les catégories du meilleur mixage de son et du meilleur montage de son. Il a également reçu deux autres nominations aux Saturn Awards, celui de la meilleure actrice pour Michelle Pfeiffer et celui de la meilleure musique, a été nommé pour le prix Hugo du meilleur film et aux Young Artist Awards dans la catégorie du meilleur film familial d'aventures.

## Autour du film
- Dans le film Complots (1997), également de Richard Donner, avec Mel Gibson et Julia Roberts, on peut voir lors d'une course poursuite dans un cinéma que le film projeté est Ladyhawke. Mel Gibson avait d'ailleurs été sollicité pour interpréter le rôle d'Étienne Navarre.
- Le lieu d'où Philippe s'échappe dans le doublage original est L'Aquila, et l'évêque est probablement l'évêque de la ville, mais dans le doublage italien L'Aquila est appelée Aguillon, de sorte qu'elle semble une ville française.
- C'est la deuxième fois que Matthew Broderick et John Wood apparaissent au générique d'un même film après Wargames (1983).